# Nils Linder
Nikolaus (Nils) Linder, född 13 februari 1835 i Vissefjärda församling, Kalmar län, död 21 januari 1904 i Hedvig Eleonora församling, Stockholms stad, var en svensk skolman, språkvetare och riksdagsman. Han var gift 1887 till 1903 med Gurli Linder.
Linder blev student vid Uppsala universitet 1858, tog kansliexamen 1861 och filosofie kandidatexamen 1865, blev filosofie doktor 1866, e.o. biblioteksamanuens och docent i nordiska språk 1867 samt lektor i svenska språket och litteraturhistoria vid Högre lärarinneseminariet i Stockholm 1868.
Åren 1869–1872 var han ledamot av Svenska fornminnesföreningens styrelse, inom vilken han 1871 innehade sekreterarbefattningen. År 1873 tjänstgjorde han som sekreterare i riksdagens särskilda utskott för behandling av då föreliggande kungliga propositioner och enskilda motioner angående den offentliga undervisningen, och på kallelse av ecklesiastikministern deltog han samma år i överläggningar rörande åtskilliga läroverksfrågor. År 1876 och 1881 var han ledamot av styrelserna för de båda första nordiska filologmötena och var 1886 generalsekreterare vid det tredje mötet, i Stockholm (hans berättelse trycktes först 1893). Åren 1891–1893 var han liberal och frihandelsvänlig ledamot riksdagens andra kammare, invald i Stockholms stads valkrets. Han var medstiftare av och många år ordförande i Samfundet för nordisk språkforskning.
Efter omfattande förberedelser offentliggjorde Linder i maj 1875 första häftet av Nordisk familjebok, vilket arbete till 1 oktober 1880 (till artikeln Elzheimer) utgavs under hans ledning. Utöver nedanstående skrifter författade han för flera tidskrifter och tidningar ett ej obetydligt antal levnadsteckningar samt avhandlingar och uppsatser, huvudsakligen i språkvetenskapliga (bland annat Om afledningsformerna -länding, -ländning och -länning, 1896), litteraturhistoriska och pedagogiska ämnen. 1895 utgav han Per Siljeströms "Efterlemnade småskrifter i pedagogiska ämnen".
Linder var en av de främsta kännarna av det samtida svenska språket och upprättade stora samlingar av grammatiskt intresse, men hann endast till ringa del bearbeta dessa. Under senare tid var han bitter motståndare till Ellen Keys, Verner von Heidenstams m.fl. världsåskådning. Hans pamflett Svenska språket i modern diktkonst (1902) är en svidande kritik av Verner von Heidenstams språkbehandling och estetik. Broschyren blev ett slagträ i Strindbergsfejden (1910–1912), där August Strindberg till och med antydde att Linder skulle ha blivit mördad för att han kritiserat Heidenstam.